# Chiangmaiana qinlingensis
Chiangmaiana qinlingensis is een vlinder uit de familie van de houtboorders (Cossidae). De soort is voor het eerst wetenschappelijk beschreven als Sinicossus qinlingensis door  Bao-Zhen Hua, Io Chou, De-Qi Fang en Shu-Liang Chen in een publicatie uit 1990.
De soort komt voor in China (Shaanxi).